# الآثار الصحية للتدخين

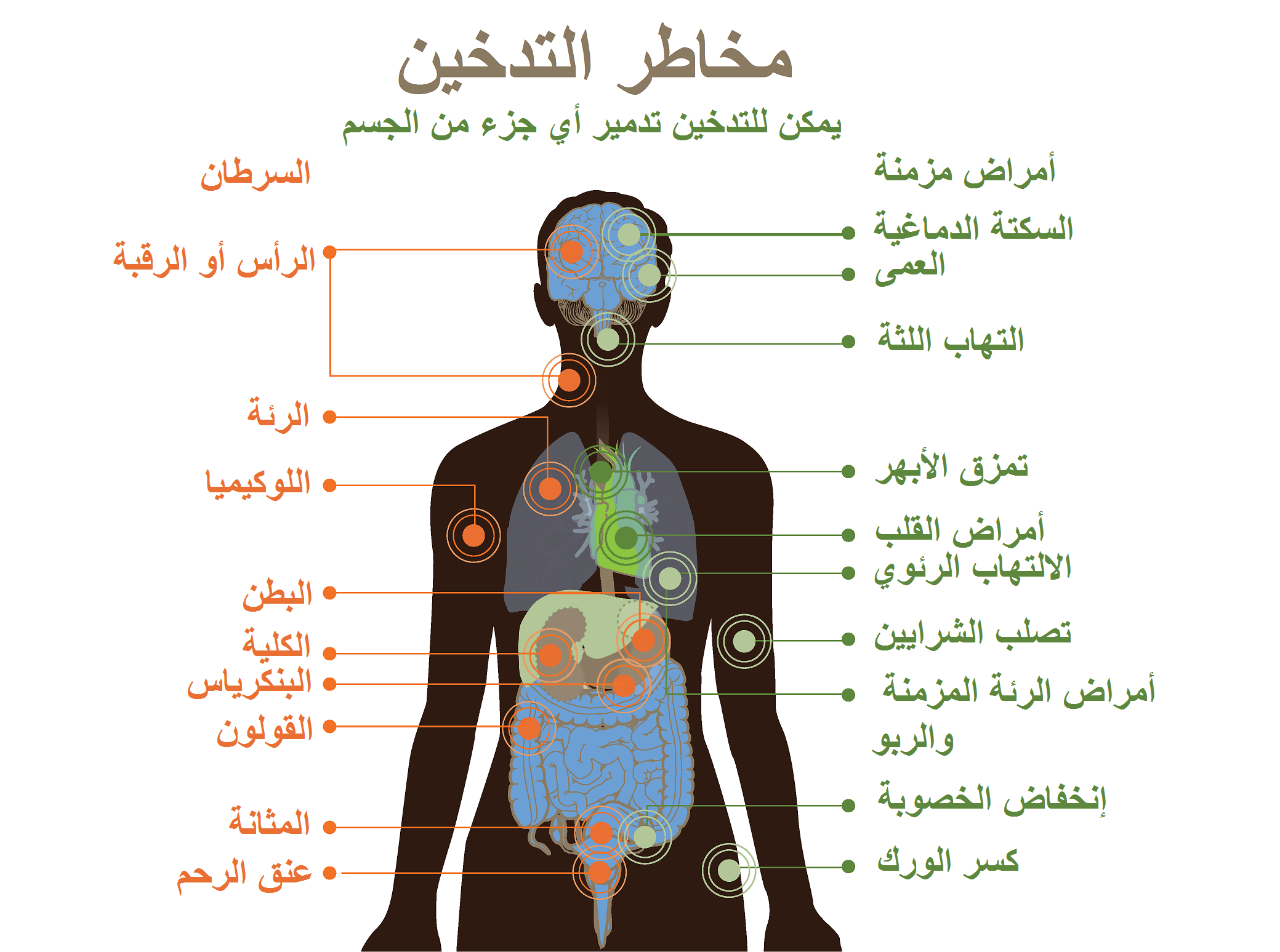
المخاطر المحتملة للتدخين

الآثار الصحية للتدخين هي الأضرار الصحية الناتجة عن استهلاك التبغ. رَكَّزَتِ البُحوث الوبائية على تدخين التبغ وتم دراستُه على نطاق واسع أكثر من أي شكل آخر من أشكال التبغ المستهلك. في القرن العشرين مات 100 مليون شخص جراء ممارسة التدخين، وبذلك يُعد التدخين أكبر وباء مسبب للموت عالميًا. يتسبب التدخين بأمراض القلب، ارتفاع ضغط الدم، تصلب الشرايين،أمراض الأوعية الدموية الطرفية، وأمراض اللثة، أمراض الانسداد الرئوي المزمن (نفاخ رؤي، التهاب القصبات الهوائية المزمن) النوبات القلبية، الجلطات، سرطان الرئة، سرطان الحنجرة. ويعتمد التأثير على مدى الأعوام التي قضاها المدخن في التدخين وكمية التبغ. ليس فقط المدخنين بل أيضًا الأشخاص الذين يتعرضون لدخان التبغ بشكل غير مباشر معرضون لأضرار صحية. السجائر المباعة في الدول النامية تحتوي على كمية عالية من القطران وتكون أقل ترشيحاً مما يزيد الحساسية للأمراض المتعلقة بالتبغ في هذه المناطق.
تصف مراكز مكافحة الأمراض والوقاية منها (US) التبغ بأنه «واحد أهم المخاطر على صحة الإنسان التي يمكن الوقاية منها في البلدان المتقدمة وأحد أهم أسباب الوفاة المبكرة في جميع أنحاء العالم.»
وقد اتخذت العديد من الدول تدابير للسيطرة على استهلاك التبغ مع قيود الاستخدام والمبيعات وكذلك رسائل التحذير المطبوعة على التعبئة والتغليف.
يعد استخدام التبغ هو أكبر سبب للموت الذي يمكن الوقاية منه على مستوى العالم. ما يقرب من نصف الأشخاص الذين يستخدمون التبغ يموتون من مضاعفات تعاطي التبغ. تقدر منظمة الصحة العالمية أن التبغ يسبب كل عام حوالي 6 ملايين حالة وفاة (حوالي 10% من جميع الوفيات) منها 600 ألف تحدث في غير المدخنين. في القرن العشرين، تشير التقديرات إلى أن التبغ تسبب في وفاة 100 مليون شخص. وبالمثل، تصف مراكز الولايات المتحدة للسيطرة على الأمراض والوقاية منها استخدام التبغ بأنه «الخطر الوحيد الأكثر أهمية على صحة الإنسان في الدول المتقدمة وأحد الأسباب المهمة للوفاة المبكرة في جميع أنحاء العالم». وفقًا لمراجعة عام 2014 في نيو إنجلاند إذا استمرت أنماط التدخين الحالية ستقتل حوالي مليار شخص في القرن الواحد والعشرين، نصفهم قبل سن السبعين.
يعد تعاطي التبغ عاملًا مهمًا في حالات الإجهاض بين المدخنات الحوامل، ويساهم في عدد من المشاكل الصحية الأخرى للجنين مثل الولادة المبكرة، وانخفاض وزن المولود، ويرفع بنسبة 1.4 إلى 3 أضعاف فرصة متلازمة الموت المفاجئ للرضع. نسبة حدوث مشاكل الانتصاب هي أعلى بنسبة 85% لدى المدخنين الذكور مقارنة مع غير المدخنين.
اتخذت عدة بلدان تدابير للسيطرة على استهلاك التبغ وفرض قيود على المبيعات وكذلك ألزمت الجهات المُصنعة على كتابة رسائل تحذيرية على أغلفة علب السجائر. بالإضافة إلى ذلك، تقلل قوانين منع التدخين التي تحظر التدخين في الأماكن العامة مثل أماكن العمل والمسارح والحانات والمطاعم من التعرض للتدخين غير المباشر وتساعد بعض الأشخاص الذين يدخنون على الإقلاع عن التدخين، دون التأثيرات الاقتصادية السلبية على المطاعم أو الحانات. تعتبر ضرائب التبغ التي تزيد من السعر فعّالة أيضا، خاصة في البلدان النامية.
دخان التبغ يحتوي على العديد من منتجات التحلل الحراري المسببة للسرطان التي تربط بالحمض النووي الريبوزي منقوص الأكسجين وتتسبب بالعديد من الطفرات الوراثية. هناك أكثر من 45 مادة مسرطنة كيميائية معروفة أو مشتبهة بها في دخان السجائر. كما أن التبغ يحتوي على النيكوتين وهو عقار ذي تأثيرات نفسية وهو المسؤول الرئيسي عن الإدمان.

## تاريخ

### ما قبل السجائر
القلق بشأن الآثار الصحية للتبغ له تاريخ طويل. لطالما كان السعال وتهيج الحلق وضيق التنفس الناجم عن التدخين واضحًا. تمت الإشارة إلى الآثار الضارة للتدخين في مخطوطات تمبكتو. وعلق جيمس الأول بأن تدخين التبغ: " مكروه للأنف، وضار بالدماغ، وخطر على الرئتين. "
أصبح تدخين الغليون تدرِيجيًا مقبُولاً كمُسبب مُحتَمل لسرطان الفم بعدما وُجِدَ أن هناك ارتباط بين تعاطي التبغ ومجموعة متنوعة من السرطانات في أواخر القرن التاسع عَشر إلى أوائل العشرين.
علق جيديون لينيكوم عالم الطبيعة الأمريكي في أوائل القرن التاسع عشر عن التبغ "لقد ٱستُخدِمَ هذا النبات السام كثيرًا كدواء من قبل أعضاء هيئة التدريس بالمدرسة القديمة، وقُتل الآلاف بسببه... إنها مادة خطيرة للغاية، استخدمها كما تشاء، فهي تُقلل دائمًا من الطاقة الحيوية، قد تكون بطيئة لكنها ضارة جدًا. "
بعد الثورة التي شهدها عصر النهضة في مجال الآلات الصناعية، باتت صناعة السجائر في الجنوب الأمريكي بكميات كبيرة وبتكلفة منخفضة أمرًا سهلاً، وأصبح التدخين شائعًا. أدى ذلك إلى ردود فعل مناهضة وتلاه مُطالبات بحظر التبغ باعتباره ضارًا، وفُرض بعض الحظر على بيع التبغ واستخدامه. في عام 1912، كان الدكتور الأمريكي إسحاق أدلر أول من اقترح أن سرطان الرئة مُرتبط بالتدخين. وفي عام 1924، كتب الخبير الاقتصادي إيرفينغ فيشر مقالًا مناهضًا للتدخين في مجلة ريدرز دايجست قال فيه "يُقلل التبغ من قوة الجسم بالكامل ويُقلل من حيويته ومقاومته، ويعمل التبغ كالسُموم المخدرة، والأفيون، والكحول، ولكن بدرجة أقل ". في كانون الأول (ديسمبر) 1952، أعادت مجلة ريدرز دايجست طِباعة مقال بعنوان السرطان بالكرتون الذي أوجَز الروابط البحثية بين التدخين وسرطان الرئة.
قبل الحرب العالمية الأولى كان سرطان الرئة يعتبر مرضًا نادرًا، لم يراه معظم الأطباء في ذلك الوقت خلال حياتهم المهنية. ومع ارتفاع شعبية التدخين بعد الحرب، ظهر سرطان الرئة بشكل متزايد. على سبيل المثال تُشير التقديرات إلى أن 35 إلى 79 في المائة من الوفيات بين المُحاربين القُدامى آنذاك كانت بسبب أمراض القلب وسرطان الرئة التي تُعزى إلى التدخين.

### دراسات مبكرة
منذ بداية تسعينيات القرن التاسع عشر، تم الإبلاغ عن ارتباط بين التبغ وسرطان الرئة وأمراض الأوعية الدموية. في عام 1930، نشر فريتز ليكينت من دريسدن بألمانيا، تحليلًا ذكر فيه بأن هناك 167 سبب محتمل يربط استخدام التبغ بسرطان الرئة. أظهر ليكينت أن الأشخاص المصابين بسرطان الرئة من المرجح أن يكونوا مدخنين. كما جادل بأن استخدام التبغ هو مسبب رئيسي للسرطان وذكر أيضًا أنه يُصيب الرجال أربع أو خمس مرات مقارنة بالنساء (ذلك أن معدل النساء اللاتي يُدَّخِنَّ قليلة مقارنة بالرجال)، وناقش العلاقة السببية التي تربط التدخين بسرطانات الكبد والمثانة.
تم نشر المزيد من الأدلة القائمة على الملاحظة خلال ثلاثينيات القرن الماضي، وفي عام 1938، نشر ساينس ورقة بحثية تظهر أن مستهلكي التبغ يعيشون حياة أقصر بكثير مقارنة بغيرهم. لقد بنى منحنى البقاء على قيد الحياة من سجلات التواريخ العائلية المحفوظة في مدرسة جونز هوبكنز للنظافة والصحة العامة.لكن تم تجاهل هذه النتائج.
تم ربط التبغ والنوبات القلبية لأول مرة في عام 1930 ؛ وفس عام 1940 وجَدَت دراسة الحالات والشواهد ارتباطًا وثيقًا بين التبغ و النوبات القلبية، لكنها تَجنبت الخوض في المسألة بحجة أن مثل هذه الاستنتاجات من شأنها أن تتسبب بجدل وأن الأطباء لم يكونوا مستعدين له بعد.
انتشر العداء الرسمي لاستخدام التبغ على نطاق واسع في ألمانيا النازية حيث نُشرت دراسات الحالات والشواهد في عامي 1939 و 1943. ونشر آخر في هولندا عام 1948. كانت دراسة الحالات والشواهد حول سرطان الرئة والتدخين التي أجراها فرانز هيرمان مولر في عام 1939، تعاني من ضعف في منهجيتها، لكن هذه المشاكل تمت معالجتها بشكل أفضل في الدراسات اللاحقة. قد يكون ارتباط أبحاث مكافحة التبغ وتدابير الصحة العامة مع القيادة النازية قد ساهم في عدم الاهتمام بهذه الدراسات. تم نشرها أيضًا باللغتين الألمانية والهولندية. تم تجاهل هذه الدراسات على نطاق واسع. وفي عام 1947 عقد المجلس الطبي البريطاني مؤتمراً لمناقشة أسباب ارتفاع الوفيات بسرطان الرئة. غير مدركين للدراسات الألمانية، فقد خططوا وبدأوا دراساتهم الخاصة.
وقد لاقت خمس دراسات نُشرت عام 1950 من قبل باحثين من الولايات المتحدة والمملكة المتحدة اهتمامًا واسعًا. تم العثور على النتائج الحاسمة التي تربط التدخين وسرطان الرئة في تقرير نشره ريتشارد دول وأوستن برادفورد هيل، ودراسة وايندر وجراهام عام 1950، بعنوان" تدخين التبغ كعامل مسبب محتمل في سرطان القصبات الهوائية: دراسة لستمائة وأربع وثمانين حالة مؤكدة ". كانت هاتان الدراستان الأكبر، والوحيدة التي استبعدت بعناية المدخنين السابقين من مجموعة غير المدخنين. وذكرت الدراسات الثلاث الأخرى أيضًا، على سبيل المثال لا الحصر، أن "التدخين له دور قوي في التسبب في الإصابة بسرطان الرئة". ذكرت صحيفة دول وهيل أن "المدخنين الشرهين كانوا أكثر عرضة بنسبة خمسين مرة من غير المدخنين للإصابة بسرطان الرئة".

### السببية
أظهرت دراسات الحالات والشواهد بوضوح وجود صلة وثيقة بين التدخين وسرطان الرئة، ولكن تم انتقادها لعدم إظهارها سببية واضحة. أظهرت أخرى في أوائل الخمسينيات من القرن الماضي أن المدخنين يموتون بشكل مبكرًا، وكانوا أكثر عرضة للوفاة بسبب سرطان الرئة، وأمراض القلب والأوعية الدموية، ومجموعة من الأمراض الأخرى التي تطول مع استمرار الدراسات.
بدأ دراسة طولية رسمية سُميت بدراسة الأطباء البريطانيين لحوالي 40 ألف طبيب، في عام 1951. بحلول عام 1954، كان هناك احصائيات لثلاث سنوات من وفيات الأطباء، والتي على أساسها أصدرت الحكومة البريطانية تقريرًا مفاده أن التدخين وسرطان الرئة مرتبطان. دراسة الأطباء البريطانيين التي تم الإبلاغ عنها أخر مرة كانت في عام 2001، وبحلول ذلك الوقت كان هناك ما يقرب من 40 مرضًا مرتبطًا. أظهرت دراسة الأطباء البريطانيين أن حوالي نصف مدخني السجائر الدائمين الذين ولدوا في بين 1900–1909 قُتلوا في النهاية بسبب إدمانهم (محسوبًا من لوغاريتمات احتمالات البقاء على قيد الحياة من 35 إلى 70 و 70-80 و 80-90 ) وحوالي ثلثي مدخني السجائر الدائمين الذين ولدوا في عشرينيات القرن الماضي سوف يموتون في النهاية بسبب إدمانهم. 

### الوعي العام
في عام 1953، أظهر العلماء في معهد سلون كيترينج في مدينة نيويورك أن قطران السجائر على جلد الفئران يُسبب سرطانات قاتلة. لاقى هذا الاكتشاف الكثير من الاهتمام في وسائل الإعلام. :14
في 11 كانون الثاني (يناير) 1964، نشرت وزارة الصحة الأمريكية تقرير بارز عُرف بتقرير اللجنة الاستشارية عن مخاطر التدخين وقد أفضى إلى إقلاع الملايين من المدخنين الأمريكيين عن التدخين، وتم حظر بعض إعلانات التدخين، واشتُرِط وضع ملصقات تحذيرية على منتجات التبغ.
تم قبول هذه النتائج في أوساط المجتمع الطبي على نطاق واسع، وتم نشرها بين عامة الناس في منتصف الستينيات. تُعزى عدم اهتمام المجتمع الطبي في بداية الأمر لفكرة أن التبغ يسبب أمراض خطيرة إلى تحيزهم كونهم كانوا من المدخنين بالإضافة إلى ضعف الدراسات التي المتوفرة ذالك الحين.
كانت الآثار الصحية للتدخين أثر كبير في تطوير علم الأوبئة. نظرًا لأن آلية التسرطن هي محاكاة إشعاعية، فإن التأثيرات ستكون تخمينيه. يمكن الإدلاء ببيانات محددة فقط على الاحتمالات النسبية المتزايدة أو المتناقصة للإصابة بمرض معين. بالنسبة لفرد معين، من المستحيل إثبات وجود علاقة سببية مباشرة بين التعرض للمسبب مثل دخان التبغ والسرطان ؛ لا يمكن الإدلاء بهذه العبارات إلا على مستوى فئة محددة ومحصورة. لقد استفادت شركات التبغ من هذا الاعتراض الفلسفي واستغلت شكوك الأطباء_ في ما إذا كان حقًا التبغ مسبب رئيسي للسرطان_ الذين لا ينظرون إلا في الحالات الفردية، القائمة على العلاقة السببية المباشرة باعتبارها مرضًا حقيقيًا.
كانت هناك عدة دعاوى قضائية ضد شركات التبغ لقيامها بإجراء أبحاث حول الآثار الصحية للتبغ، والتي أعتبرها البعض أنها غير موثوقة، كون شركات التدخين ستسعى جاهدة لإيجاد ذرائع تشرعن بها التدخين، وستبحث عن ما ينفي أو يُقلل المخاطر الحقيقة التدخين.
بعد فرض حظر على التدخين في جميع الأماكن العامة المغلقة في اسكتلندا في مارس 2006، كان هناك انخفاض بنسبة 17 في المائة  من الداخلين إلى المستشفيات نتيجة لمتلازمة الشريان التاجي الحادة. 67% من الانخفاض حدث لدى غير المدخنين.

## الفيزيولوجيا المرضية

### المواد الكيميائية المُسرطنة
يحتوِي الدخان أو أي مادة عضوية محترقة جُزئيًا على مواد مسرطنة، قد تستغرق هذه المواد إلى 20 عامًا لتُظهر تأثيرات معتبرة كما في سرطان الرئة. بدأت النساء بالتدخين في وقت متأخر مقارنة الرجال، لذا فإن معدلات الوفيات الناتجة عن التدخين بين النساء لم تظهر إلا في وقت لاحق. انخفض مُعدل وفيات سرطان الرئة عند الرجال والنساء في عام 1975م ( بعد 20 عامًا تقريبًا من الانخفاض الأولي في استهلاك السجائر). ولكن بحلول عام 1991 لم يظهر أي انخفاض في معدل الوفيات المرتبطة بسرطان الرئة بين النساء.
يحوي دخان التبغ على العديد من منتجات التحلل الحراري المسببة للسرطان والتي ترتبط بالحمض النووي وتُحدث به طفرات جينية. ومن أبرز المواد المسرطنة القوية هي الهيدروكربونات العطرية التي تحوي على إيبوكسيدات مُطفِرة. أول الهيدروكربونات الأروماتية متعددة الحلقات التي تم تحديدها على أنها مادة مسرطنة في دخان التبغ كان البنزوبيرين، الذي ثبت أنه يتحول إلى إيبوكسيد سام يلتصق بشكل لا رجعة فيه بالحمض النووي للخلية، والذي قد يقتل الخلية أو يتسبب في حدوث طفرة جينية. إذا كانت الطفرة تمنع موت الخلايا المبرمج، يمكن للخلية أن تبقى على قيد الحياة لتصبح خلية سرطانية. وبالمثل فإن مادة الأكرولين الموجودة بكثرة في دخان التبغ، ترتبط أيضًا بشكل لا رجعة فيه بالحمض النووي، وتسبب الطفرات وبالتالي السرطان أيضًا. ومع ذلك، فإنه لا يحتاج إلى تنشيط ليصبح مادة مسرطنة.
هناك أكثر من 19 مادة مسرطنة معروفة في دخان السجائر. فيما يلي بعض من أقوى المواد المسرطنة:
- الهيدروكربونات العطرية متعددة الحلقات هي مكونات قطران التبغ التي يُنتجها التحلل الحراري للمواد العضوية في دخان السجائر. العديد من الهيدروكربونات العطرية متعددة الحلقات سامة في شكلها الطبيعي، ومع ذلك، يمكنها أن تُصبح أكثر سمية بعد مرورها إلى الكبد. بسبب طبيعتها الكارهة للماء فإنها لا تذوب في الماء ويصعب طردها من الجسم. من أجل جعلها أكثر قابلية للذوبان في الماء، يقوم الكبد بتصنيع إنزيم يسمى السيتوكروم P450 الذي يضيف إليها ذرة أكسجين ويحولها إلى إيبوكسيدات مُطفِرة، والتي تعتبر أكثر قابلية للذوبان ولكنها أيضًا أكثر سُمية وأكثر ضرر على المادة الجينية في الخلايا.[43] أول الهيدروكربونات العطرية متعددة الحلقات التي تم تحديدها على أنها مادة مسرطنة في دخان التبغ كانت البنزوبيرين، والتي ثبت أنها تتحول إلى ديول إيبوكسيد ثم تلتصق بشكل دائم بالحمض النووي النووي، والذي قد يتسبب بقتل الخلية أو يتسبب بطفرةجِينية. في الحقيقة ليس كل ضرر يلحق بالحمض النووي يعني أنه سيُحَول الخلية إلى خلية سرطانية. تتعرض خلايا الجسم لمئات الطفرات الجينية يوميًا لكن للخلية آليات مختلفة تمنع تفاقم الأمر إلى سرطان. تحتوي الخلايا الطبيعية على جينات تُترجم إلى بروتين مسؤولة عن تحفيز انقسام الخلايا أو تثبيطها، كذلك لديها بروتينات يُمكنها اصلاح الضرر الحاصل بالحمض النووي لكن إذا كان الضرر شديد ولا يمكن اصلاحه تلجأ الخلية إلى الحل الأخير وهو تنشيط الموت المُبرمج للخلية لتفادي الخطر الذي يُمثِلُهُ بقاء خلية يُمكن أن تخرج كُليًا عن السيطرة بعد فترة مشكله بذالك سرطان.لكن في حال كان الضرر في الجينات المسؤولة عن هذا التنظيم يمكن لها أن تتحول إلى سرطان.

يمكن مشابه الضرر الحاصل في دخان التبغ كالضرر الذي ينتجه الإشعاع النووي المؤين. جَرَّب مُصَنِعُو التبغ تقنية الاحتراق الأقل للسماح باستهلاك السجائر دون تكوين مواد مسرطنة. على الرغم من أن هذه المنتجات أصبحت شائعة بشكل متزايد، إلا أنها لا تزال تمثل جزءًا صغيرًا جدًا، ولا يوجد دليل قاطع يثبت أو يدحض الادعاءات الصحية. 
- الأكرولين هو مركب يتكون نتيجة الانحلال الحراري لدخان السجائر. يُعطي الدُخان رائحة لاذعة وهو السبب الرئيسي للدموع ويسهم بشكل رئيسي في قدرته على الإصابة بالسرطان. مثل مستقلبات الهيدروكربونات الأروماتية متعددة الحلقات، فإن الأكرولين هو أيضًا عامل مؤلك للكهرباء ويرتبط بشكل دائم بقاعدة الجوانين في الحمض النووي، عن طريق إضافة مقترنة يتبعها تدوير في نصف الأمين. تُحدث مادة الأكرولين طفرات في قاعدة الجوانين أثناء نسخ الحمض النووي، وبالتالي تتسبب بالسرطان بطريقة تشبه تلك التي تسببها الهيدروكربونات العطرية متعددة الحلقات.توجد مادة الأكرولين أكثر بـ 1000 مرة من الهيدروكربونات العطرية متعددة الحلقات في دخان السجائر وقادره على التفاعل دون الحاجة إلى عملية أيض. ثبت أن الأكرولين مادة مُطفِرة ومُسرطنة للخلايا البشرية. كان من الصعب دراسة الآلية التي تسبب بها مادة الأكرولين السرطان من خلال التجارب على الحيوانات، لأنها تحتوي على سُمية تميل إلى قتل الحيوانات قبل أن تصاب بالسرطان.[45] بشكل عام المركبات القادرة على التفاعل عن طريق الإضافة المقترنة مثل المواد المحبة للإلكترونات (ما يُسمى بـ تفاعل مايكل ) تكون سامة ومسببة للسرطان، لأنها يمكن أن تؤدي إلى ألكلة للحمض النووي بشكل دائم.[46] تُساهم التأثيرات التي يُحدِثها تفاعل مايكل في الالتهابات المزمنة.[47]
- النيتروزامينات هي مجموعة من المركبات المسببة للسرطان توجد في دخان السجائر ولكن ليس في أوراق التبغ غير المعالجة. تتشكل النيتروسامين على أوراق التبغ المُعالجة بالمداخن أثناء عملية المعالجة من خلال تفاعل كيميائي بين النيكوتين والمركبات الأخرى الموجودة في الورقة غير المعالجة وأكاسيد النيتروجين المختلفة الموجودة في غازات الاحتراق. لقد ثبت أن التحول إلى معالجة التبغ غير المباشرة بالنيران يُقلل من مستويات النيتروزامين إلى أقل من 0.1 جزء في المليون.[48][49]

في دخان التبغ السلبي(استنشاق دخان التبغ المنبعث من مدخن آخر) نظرًا لوجود دخان الزفير في درجات حرارة أقل من دخان الشهيق، فإن المركبات الكيميائية تخضع لتغييرات يمكن أن تجعلها أكثر خطورة. يمكن أن يحدث ذلك أيضًا مع تقدم العمر. يؤدي هذا التغير إلى تحول مركب أوكسيد النيتريك(NO) إلى ثنائي أوكسيد النيتريك(NO2) الأكثر سُمِية. علاوة على ذلك، يتسبب التطاير في أن تصبح جزيئات الدخان أصغر، وبالتالي يسهل اندماجها في أعماق رئة أي شخص يتنفس الهواء لاحقًا.

### المواد المسرطنة المشعة
بالإضافة إلى المواد الكيميائية المسرطنة غير المشعة، يحتوي دخان التبغ على كميات صغيرة من الرصاص 210 ( 210 Pb) والبولونيوم 210 ( 210 Po)، وكلاهما من المواد المسرطنة المشعة. تم قياس وجود البولونيوم 210 في دخان السجائر بشكل تجريبي عند مستويات 0.0263-0.036 pCi (0.97-1.33 mBq )، وهو ما يعادل حوالي 0.1 pCi لكل مليغرام من الدخان (4 mBq / mg ) ؛ أي حوالي 0.81 pCi من الرصاص 210 لكل جرام من الدخان الجاف المكثف (30 Bq / kg).
خلصت الأبحاث التي أجراها عالم الكيمياء الإشعاعية في المركز الوطني للبحوث الزراعية إد مارتيل، أن المُركبات المشعة في دخان السجائر تترسب حيث تتفرع أنابيب الشعب الهوائية، وأن القطران الناتج عن دخان السجائر مقاوم للذوبان في سائل الرئة وأن المركبات المشعة لديها وقت طويل للإشعاع.يُمكن أن تبقى هذه المركبات المُشعة في الدخان غير المباشر، وقد يكون التعرض أكبر عندما يتم استنشاق هذه المركبات المشعة أثناء التنفس حيث تكون أعمق وأطول من تلك التي يتأثر بها المُدخن نفسه. يؤدي الضرر الذي يلحق بالنسيج الظهاري الواقي إلى زيادة الاحتفاظ بمركبات البولونيوم 210 غير القابلة للذوبان الناتجة عن حرق التبغ لفترات طويلة. قَدّر مارتيل أن جرعة إشعاعية مُسرطنة من 80 إلى 100 راد تؤثر على أنسجة الرئة في معظم المدخنين الذين يموتون بسبب سرطان الرئة.
يُحدث تدخين 1.5 عبوة يوميًا جرعة إشعاعية تُعادل 60-160 ملي سيفرت / سنة، مقارنة بتلك التي يمكن اكتسابها في شخص يعيش بالقرب من محطة طاقة نووية (0.0001 ملي سيفرت / سنة) أو 3.0 ملي سيفرت متوسط الجرعة / سنة للأمريكيين. بعض الأباتيت المعدني المستخدم في إنتاج الفوسفات لمحاصيل التبغ الأمريكية يحتوي على اليورانيوم والراديوم والرصاص 210 والبولونيوم 210 والرادون. الدخان المُشع من التبغ المخصب بهذه الطريقة يترسب في الرئتين ويطلق الإشعاع حتى بعد الإقلاع عن التدخين. يؤدي الجمع بين القطران والإشعاع المُسرطن في عضو حساس مثل الرئتين إلى زيادة خطر الإصابة بالسرطان. 
في المقابل، ذكرت مراجعة عام 1999 للمواد المُسرطنة في دخان التبغ حيث نُشرت في مجلة المعهد الوطني للسرطان أن "مستويات البولونيوم 210 في دخان التبغ لا يُعتقد أنها كبيرة بما يكفي للتأثير بشكل كبير على سرطان الرئة لدى المدخنين". وفي عام 2011 صرح Hecht أيضًا أن "مستويات 210 Po في دخان السجائر ربما تكون منخفضة جدًا بحيث لا يمكن إشراكها في احداث سرطان الرئة".

### الأكسدة والالتهابات
الجذور الحرة والمواد المؤكسدة في السجائر تسبب ضرر على الأوعية الدموية وتؤكسد الكوليسترول الضار. بعد تعرضه للتأكسد يترسب على بطانة الشريان وبالتالي مُسببًا حدوث تصلب شرياني. يزيد دخان السجائر من مستويات السيتوكينات المنشطة للالتهابات في مجرى الدم، مما يزيد من خطر تصلب الشرايين. تؤدي الحالة المؤيدة للأكسدة أيضًا إلى خلل وظيفي في البطانة الوعائية، وهو سبب مهم آخر لتصلب الشرايين.

### النيكوتين
النيكوتين مركب ذو خصائص مُنَبِهه موجود في السجائر ومنتجات التبغ الأخرى، وهو أحد المواد الرئيسية المُسببه للإدمان. عندما يتم تدخين التبغ فإن مُعظم النيكوتين يتحلل حراريًا ؛ فأن جرعة من النيكوتين كافية لإحداث تبعية جسدية خفيفة وتبعية نفسية خفيفة إلى قوية. تعتمد كمية النيكوتين التي يمتصها الجسم على العديد من العوامل، بما في ذلك نوع التبغ، وما إذا كان الدخان يتم استنشاقه، وما إذا كان يتم استخدام مرشح، أيضًا تكوين الهارمان ( مثبط أكسيداز أحادي الأمين ) من الأسيتالديهيد في دخان السجائر، والذي يُعتقد أنه يلعب دورًا مهمًا في إدمان النيكوتين ربما عن طريق تسهيل إطلاق الدوبامين استجابة لمُحفزات النيكوتين. وفقًا للدراسات التي أجراها Henningfield و Benowitz، فإن النيكوتين أكثر إدمانًا من الحشيش،الكافيين، الكحول، الكوكايين، والهيروين عند التحدث عن الأثر الجسدي والنفسي. ومع ذلك، نظرًا لتأثيرات الانسحاب الأقوى للكحول والكوكايين والهيروين، فقد يكون للنيكوتين احتمالية أقل للاعتماد الجسدي عن هذه المواد. حاول نصف الكنديين الذين يدخنون حاليًا الإقلاع عن التدخين. صرحت جينيفر أولوغلين، أستاذة الصحة بجامعة ماكجيل، أن إدمان النيكوتين يمكن أن يحدث بعد خمسة أشهر من بدء التدخين.
يعد تناول المركب عن طريق التدخين أحد أسرع الطرق وأكثرها فعالية لإدخاله في مجرى الدم، ويحتل المرتبة الثانية بعد الحقن، مما يسمح بالتغذية الراجعة السريعة التي تدعم قدرة المدخنين على معايرة جرعاتهم. في المتوسط، يستغرق وصول المادة إلى الدماغ حوالي عشر ثوان. نتيجة لكفاءة نظام التوصيل هذا، يشعر العديد من المدخنين كما لو أنهم غير قادرين على التوقف. من بين أولئك الذين يحاولون الإقلاع عن التدخين وتمكنوا الصمود ثلاثة أشهر دون التعرض للنيكوتين، فإن معظمهم سيكونون قادرين على البقاء بعيدًا عن التدخين لبقية حياتهم.  يوجد احتمال للاكتئاب لدى بعض الذين يحاولون الإقلاع عن التدخين، كما هو الحال مع المؤثرات العقلية الأخرى. الاكتئاب شائع أيضًا لدى المدخنين المراهقين. المراهقون الذين يدخنون هم أكثر عرضة للإصابة بأعراض الاكتئاب أربع مرات مُقارنة بغير المدخنين.
أظهرت الأدلة الحديثة أن تدخين التبغ يزيد من إفراز الدوبامين في الدماغ، وتحديداً في المسار الحوفي الوسطي، بنفس التأثيرات العصبية التي تنشطها المواد المسببة للإدمان مثل الهيروين والكوكايين. يظهر أن استخدام النيكوتين له تأثير ممتع يحفز الشعور بالنشوة والإيجابية. وجدت إحدى الدراسات أن المدخنين يُظهِرون أداءً أفضل أثناء أو بعد التدخين مباشرة_في ردود أفعالهم مقارنة بغير المدخنين، وهو ما يتوافق مع زيادة تنشيط مستقبلات الدوبامين. من الناحية العصبية، وجدت دراسات أن تناول النيكوتين الذاتي يؤدي إلى خفض عتبات المكافأة - وهي نتيجة معاكسة لمعظم المواد المسببة للإدمان (مثل الكوكايين والهيروين).
لا يتم تفسير السرطنة الناتجة عن دخان التبغ من خلال النيكوتين في حد ذاته، وهو ليس مادة مسرطنة أو مطفرة، على الرغم من أنه مقدمة استقلابية للعديد من المركبات.  بالإضافة إلى ذلك، فإنه يمنع موت الخلايا المبرمج، وبالتالي قد يُسرع من نمو وتكاثر السرطانات الموجودة. بيّد أن مركب NNK المُشتق من النيكوتين يُمكن أن يكون مسرطنًا.
وتجدر الإشارة إلى أن النيكوتين، على الرغم من تورطه بشكل متكرر في إحداث الإدمان، إلا أنه لا يُسبب الإدمان بشكل كبير عند تناوله بمفرده. يظهر احتمالية الإدمان بعد الإدارة المشتركة لـ MAOI، والتي تسبب تحسسًا للاستجابة الحركية في الفئران، وهو مقياس لإمكانية الإدمان.

## الأضرار الصحية

خبراء الإدمان في الطب النفسي، والكيمياء، والصيدلة، وعلم الطب الشرعي، وعلم الأوبئة، والشرطة، والخدمات القانونية التي تعمل في تحليل دلفي بشأن 20 عقاقير ترفيهية شعبية. المرتبة التبغ في المرتبة الثالثة في الاعتماد على الأذى الجسدي، و 12 في الأضرار الاجتماعية.

التدخين يُؤدي إلى أمراض تُؤثر على القلب والرئتين، ويُعد التدخين عامل خطر رئيسي للنوبات القلبية، ومرض الانسداد الرئوي المزمن (COPD)، وانتفاخ الرئة، والسرطان، وخاصة سرطان الرئة، وسرطان الحنجرة والفم، وسرطان البنكرياس. كما ينخفض معدل العمر المتوقع للمدخنين على المدى الطويل، مع تقديرات تتراوح بين 10 إلى 17.9 سنة أقل من غير المدخنين. سيموت حوالي نصف المدخنين الذكور على المدى الطويل بسبب المرض بسبب التدخين. إن علاقة التدخين بسرطان الرئة هي الأقوى، سواء في الإدراك العام أو في علم الأمراض. بين المدخنين الذكور، فإن خطر الإصابة بسرطان الرئة مدى الحياة هو 17.2 ٪. بين المدخنين الإناث، فإن الخطر هو 11.6 ٪. هذا الخطر أقل بكثير في غير المدخنين: 1.3% عند الرجال و1.4% في النساء. تاريخيًا، كان سرطان الرئة يعتبر مرضًا نادرًا قبل الحرب العالمية الأولى وكان يُنظر إليه على أنه شيء لم يراه معظم الأطباء خلال حياتهم المهنية. مع ارتفاع ما بعد الحرب في شعبية تدخين السجائر جاء وباء ظاهري من سرطان الرئة.
يتزايد احتمال الإصابة بمرض الإصابة لدى الشخص بشكل مباشر مع طول الفترة الزمنية التي يستمر فيها الشخص في التدخين بالإضافة إلى كمية المدخن. ومع ذلك، إذا توقف أحدهم عن التدخين، فإن هذه الفرص تتناقص تدريجيًا مع إصلاح الضرر الذي يلحق بجسمه. بعد عام من الإقلاع عن التدخين، فإن خطر الإصابة بأمراض القلب هو نصف خطر استمرار التدخين. المخاطر الصحية للتدخين ليست موحدة عبر جميع المدخنين. تختلف المخاطر حسب كمية التبغ المدخن، مع أولئك الذين يدخنون أكثر في خطر أكبر. التدخين لا يسمى السجائر «الخفيفة» لا يقلل من المخاطر.

### معدل الوفيات
التدخين هو سبب وفاة حوالي 5 ملايين في السنة. وهذا يجعله السبب الأكثر شيوعًا للوفاة المبكرة التي يمكن الوقاية منها. وجدت إحدى الدراسات أن المدخنين من الذكور والإناث يخسرون في المتوسط 13.2 و14.5 سنة من العمر، على التوالي. وجدت أخرى خسارة في الأرواح بلغت 6.8 سنة. يقدر أن كل سيجارة تدخن تقصر الحياة بمعدل 11 دقيقة. يموت ما لا يقل عن نصف جميع المدخنين مدى الحياة في وقت مبكر كنتيجة للتدخين. من المرجح أن يموت المدخنون بثلاثة أضعاف قبل بلوغهم سن 60 أو 70 سنة على أنهم غير مدخنين.
في الولايات المتحدة، يبلغ تدخين السجائر والتعرض لدخان التبغ حوالي واحد من كل خمسة، أو ما لا يقل عن 443,000 حالة وفاة مبكرة سنويًا. لوضع هذا في السياق، ذكر بيتر جينينغز من ABC أنه في الولايات المتحدة وحدها، يقتل التبغ ما يعادل ثلاثة طائرات جامبو مليئة بالأشخاص الذين يتحطمون كل يوم، دون أي ناجين. على المستوى العالمي، وهذا يعادل طائرة جامبو واحدة كل ساعة.
وجدت دراسة أجريت في عام 2015 أن حوالي 17% من الوفيات الناجمة عن تدخين السجائر في الولايات المتحدة يرجع إلى أمراض أخرى غير تلك التي يعتقد عادة أنها ذات صلة.

### السرطان
تشمل المخاطر الرئيسية لاستخدام التبغ العديد من أشكال السرطان، خاصة سرطان الرئة، سرطان الكلى، سرطان الحنجرة والرأس والعنق، سرطان المثانة، سرطان المريء سرطان البنكرياس وسرطان المعدة. أثبتت الدراسات وجود علاقة بين دخان التبغ، بما في ذلك التدخين السلبي، وسرطان عنق الرحم عند النساء. هناك بعض الأدلة تشير إلى زيادة صغيرة في خطر الإصابة بسرطان الدم النخاعي، وسرطان الخلايا الحرشفية، وسرطان الكبد، وسرطان القولون والمستقيم، وسرطان المرارة والغدة الكظرية، والأمعاء الدقيقة، وسرطانات الطفولة المختلفة. العلاقة المحتملة بين سرطان الثدي والتبغ لا تزال غير مؤكدة.
يتأثر خطر الإصابة بسرطان الرئة بشدة بالتدخين مع ما يصل إلى 90% من الحالات التي يسببها تدخين التبغ. يزيد خطر الإصابة بسرطان الرئة مع عدد سنوات التدخين وعدد السجائر المدخنة في اليوم الواحد. يمكن ربط التدخين بجميع أنواع سرطان الرئة. سرطان الرئة ذو الخلايا الصغيرة (SCLC) هو الأقرب ارتباطًا بما يقرب من 100% من الحالات التي تحدث عند المدخنين. وقد تم تحديد هذا النوع من السرطان مع حلقات النمو المفرط، تنشيط الجين الورمي، وتثبيط الجينات الكابتة للورم. قد تنشأ SCLC من الخلايا العصبية الصماء الموجودة في القصبات الهوائية المسماة خلايا فايتر.
خطر الوفاة بسرطان الرئة قبل عمر 85 سنة هو 22.1% للمدخن الذكور و11.9% للمدخنة الإناث، في غياب أسباب منافسة للوفاة. التقديرات المقابلة للغير المدخنين هي احتمال 1.1% الموت من سرطان الرئة قبل سن 85 لرجل من أصل أوروبي، واحتمال 0.8% لامرأة.

### أمراض الرئة

بما أن إنشاء سببية من خلال التجارب التجريبية لم يكن ممكنا بسبب القيود الأخلاقية، فقد أجريت دراسة مطولة من أجل إنشاء ارتباط قوي ضروري للسماح لاتخاذ إجراءات تشريعية ضد استهلاك التبغ.

في التدخين، يُعتقد أن التعرض الطويل الأمد للمركبات الموجودة في الدخان (على سبيل المثال، أول أكسيد الكربون والسيانيد) مسؤول عن الضرر الرئوي وعن فقدان المرونة في الحويصلات الهوائية، مما يؤدي إلى انتفاخ الرئة ومرض الانسداد الرئوي المزمن. مرض الانسداد الرئوي المزمن (COPD) الناجم عن التدخين هو اختلال دائم، غير قابل للشفاء (في كثير من الأحيان) من القدرة الرئوية التي تتميز بضيق في التنفس، والصفير، والسعال المستمر مع البلغم، وتلف في الرئتين، بما في ذلك انتفاخ الرئة والتهاب الشعب الهوائية المزمن. تساهم مادة الأكرولين المسرطنة ومشتقاتها أيضًا في الالتهاب المزمن الموجود في مرض الانسداد الرئوي المزمن.

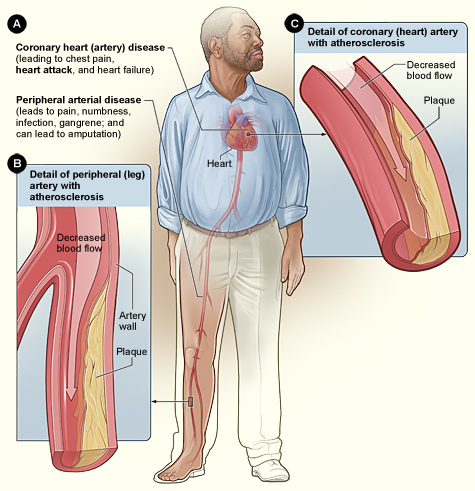
التدخين يمكن أن يسبب تصلب الشرايين مما يؤدي إلى مرض الشريان التاجي وأمراض الشرايين الطرفية

### أمراض القلب والأوعية الدموية
يسبب استنشاق دخان التبغ عدة استجابات فورية داخل القلب والأوعية الدموية. في غضون دقيقة واحدة يبدأ معدل ضربات القلب في الارتفاع، بزيادة بنسبة تصل إلى 30 في المئة خلال الدقائق العشر الأولى من التدخين. أول أكسيد الكربون في دخان التبغ يمارس تأثيرات سلبية عن طريق تقليل قدرة الدم على حمل الأكسجين.

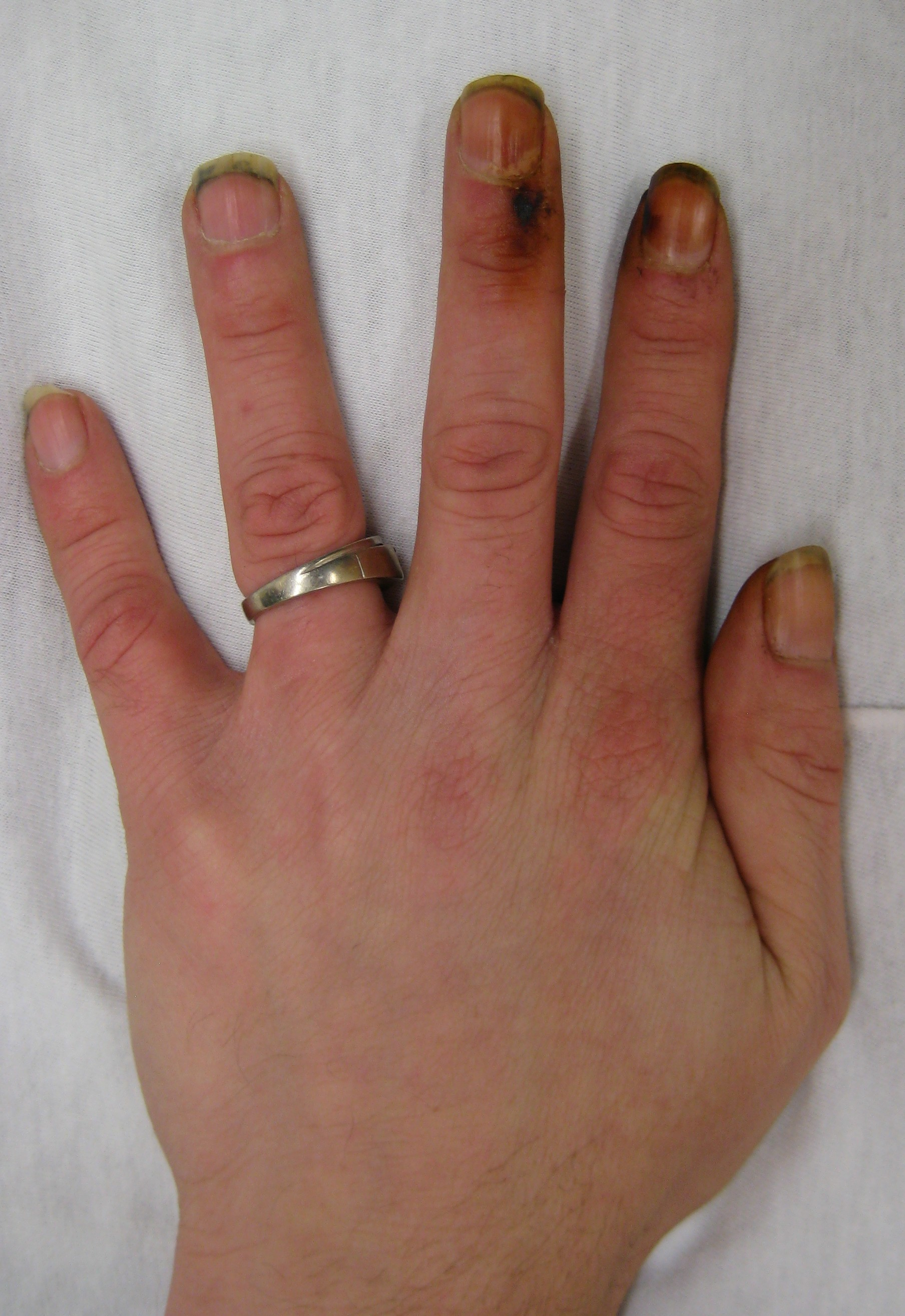
بقع التبغ على الأصبع الثاني والثالث في المقام الأول عند المدخن الشره.

التدخين يزيد أيضا من فرصة الإصابة بأمراض القلب، والسكتة الدماغية، وتصلب الشرايين، وأمراض الأوعية الدموية الطرفية. تؤدي العديد من مكونات التبغ إلى تضييق الأوعية الدموية، مما يزيد من احتمال حدوث انسداد، وبالتالي نوبة قلبية أو سكتة دماغية. وفقا لدراسة أجراها فريق دولي من الباحثين، فإن الأشخاص الذين تقل أعمارهم عن 40 سنة أكثر عرضة للإصابة بنوبة قلبية خمس مرات إذا كانوا يدخنون.
من المعروف أن التعرض لدخان التبغ يزيد من الإجهاد التأكسدي في الجسم من خلال آليات مختلفة، بما في ذلك استنفاد مضادات الأكسدة في البلازما مثل فيتامين سي.
أظهر بحث حديث أجراه علماء الأحياء الأمريكية أن دخان السجائر يؤثر أيضًا على عملية انقسام الخلايا في عضلة القلب ويغير شكل القلب.
كما تم ربط استخدام التبغ بمرض بورغر (التهاب الغدد الخثارية الطفيلية) الالتهاب الحاد والتجلط (تخثر) الشرايين والأوردة في اليدين والقدمين.
على الرغم من أن تدخين السجائر يسبب زيادة أكبر في خطر الإصابة بالسرطان من تدخين السجائر، إلا أن مدخني السجائر ما زالوا يواجهون مخاطر متزايدة لكثير من المشاكل الصحية، بما في ذلك السرطان، بالمقارنة مع غير المدخنين. بالنسبة إلى التدخين السلبي، تشير دراسة المعاهد القومية للصحة إلى كمية الدخان الكبيرة التي يولدها سيجار واحد، قائلاً «يمكن أن يساهم السيجار بكميات كبيرة من دخان التبغ في البيئة الداخلية؛ وعندما يتجمع عدد كبير من مدخني السيجار في تدخين السجائر، فإن كمية ETS (أي دخان غير مباشر) أنتجت كفاية لتكون مصدر قلق صحي للأشخاص الذين يطلب منهم العمل بانتظام في تلك البيئات.»
التدخين يميل إلى زيادة مستويات الكوليسترول في الدم. وعلاوة على ذلك، فإن نسبة البروتين الدهني عالي الكثافة (HDL، المعروف أيضاً باسم «الكوليسترول» الجيد) إلى البروتين الدهني منخفض الكثافة (LDL، المعروف أيضا باسم «الكوليسترول» السيئ) تميل إلى أن تكون أقل لدى المدخنين مقارنة مع غير المدخنين. كما يرفع التدخين مستويات الفيبرينوجين ويزيد من إنتاج الصفيحات (سواء المتورطة في تخثر الدم) مما يجعل الدم أكثر سمكا وأكثر عرضة للتجلط. يرتبط أول أكسيد الكربون بالهيموغلوبين (المكون الذي يحمل الأوكسجين في خلايا الدم الحمراء)، مما يؤدي إلى تعقيد أكثر بكثير من الهيموغلوبين المرتبط بالأكسجين أو ثاني أكسيد الكربون، وتكون النتيجة هي فقدان وظائف خلايا الدم بشكل دائم. تتم إعادة تدوير خلايا الدم بشكل طبيعي بعد فترة زمنية معينة، مما يسمح بإنشاء خلايا دم حمراء جديدة وعملية. ومع ذلك، إذا وصل التعرض لأول أكسيد الكربون إلى نقطة معينة قبل إعادة تدويره، فإن نقص الأكسجين (والموت فيما بعد) يحدث. كل هذه العوامل تجعل المدخنين أكثر عرضة لتطوير أشكال مختلفة من تصلب الشرايين (تصلب الشرايين). مع تقدم تصلب الشرايين، يتدفق الدم بسهولة أقل من خلال الأوعية الدموية الصلبة والضيقة، مما يجعل الدم أكثر عرضة لتشكيل تجلط (تجلط). قد يؤدي الانسداد المفاجئ في الأوعية الدموية إلى احتشاء (سكتة دماغية أو نوبة قلبية). ومع ذلك، تجدر الإشارة أيضًا إلى أن تأثيرات التدخين على القلب قد تكون أكثر دقة. قد تتطور هذه الظروف تدريجيًا نظرًا لدورة التئام الجروح (جسم الإنسان يشفي نفسه بين فترات التدخين)، وبالتالي قد يصاب المدخن باضطرابات أقل أهمية مثل تدهور أو صيانة الأمراض الجلدية غير السارة، على سبيل المثال الأكزيما، بسبب انخفاض إمدادات الدم. التدخين أيضا يزيد من ضغط الدم ويضعف الأوعية الدموية.

### أمراض الكلى
بالإضافة إلى زيادة خطر الإصابة بسرطان الكلى، يمكن أن يساهم التدخين أيضًا في حدوث أضرار كلوية إضافية. يعاني المدخنون من خطر كبير للإصابة بأمراض الكلى المزمنة أكثر من غير المدخنين. تاريخ التدخين يشجع تطور اعتلال الكلية السكري.

### الإنفلونزا
كشفت دراسة عن تفشي إنفلونزا (H1N1) في وحدة عسكرية إسرائيلية تضم 336 شابًا صغيرًا لتحديد علاقة تدخين السجائر إلى حدوث الإنفلونزا الواضحة سريريًا، أنه من بين 168 مدخنًا، 68.5 في المائة كانوا مصابين بالإنفلونزا، مع 47.2 في المائة من غير المدخنين. كانت الأنفلونزا أكثر شدة لدى المدخنين. خسر 50.6 في المائة من المدخنين أيام العمل أو استراحوا في الفراش، أو كليهما، بالمقارنة مع 30.1 في المائة من غير المدخنين.
وفقًا لدراسة أجريت على 1900 طالب من الذكور بعد وباء إنفلونزا هونج كونج A2 عام 1968، في أكاديمية كارولينا الجنوبية العسكرية، مقارنة مع غير المدخنين، كان لدى المدخنين بشدة (أكثر من 20 سيجارة في اليوم) 21% من الأمراض الإضافية و 20% مزيد من الراحة في السرير، كان لدى المدخنين (أقل من 20 سيجارة في اليوم) 10% من الأمراض الإضافية و 7% من الراحة في السرير.
تمت دراسة تأثير تدخين السجائر على الأنفلونزا الوبائية بأثر رجعي بين 1,811 من طلاب الجامعات. وكان معدل الإصابة بالأنفلونزا السريرية بين أولئك الذين يدخنون يوميًا 21 سيجارة أو أكثر 21% أعلى من غير المدخنين. كان معدل الإصابة بالأنفلونزا بين المدخنين من 1 إلى 20 سيجارة يوميا وسيطا بين غير المدخنين ومدخني السجائر الثقيلة.
كشف الكشف عن تفشي إنفلونزا عام 1979 في قاعدة عسكرية للنساء في إسرائيل أن أعراض الأنفلونزا قد تطورت في 60% من المدخنين الحاليين مقابل 41.6% من غير المدخنين.
يبدو أن التدخين يتسبب في ارتفاع خطر الإنفلونزا النسبي لدى السكان الأكبر سناً منه في السكان الأصغر سنًا. في دراسة استطلاعية للمقيمين في المجتمع من 60 إلى 90 سنة من العمر خلال عام 1993، من الأشخاص غير المنتمين إلى مرضى 23% من المدخنين لديهم إنفلونزا سريرية مقارنة بـ 6% من غير المدخنين.
قد يساهم التدخين بشكل كبير في نمو أوبئة الأنفلونزا التي تؤثر على جميع السكان. ومع ذلك لم يتم حتى الآن حساب نسبة حالات الأنفلونزا في عموم السكان غير المدخنين المنسوبة للمدخنين.

### تأثير التدخين على صحة الأسنان

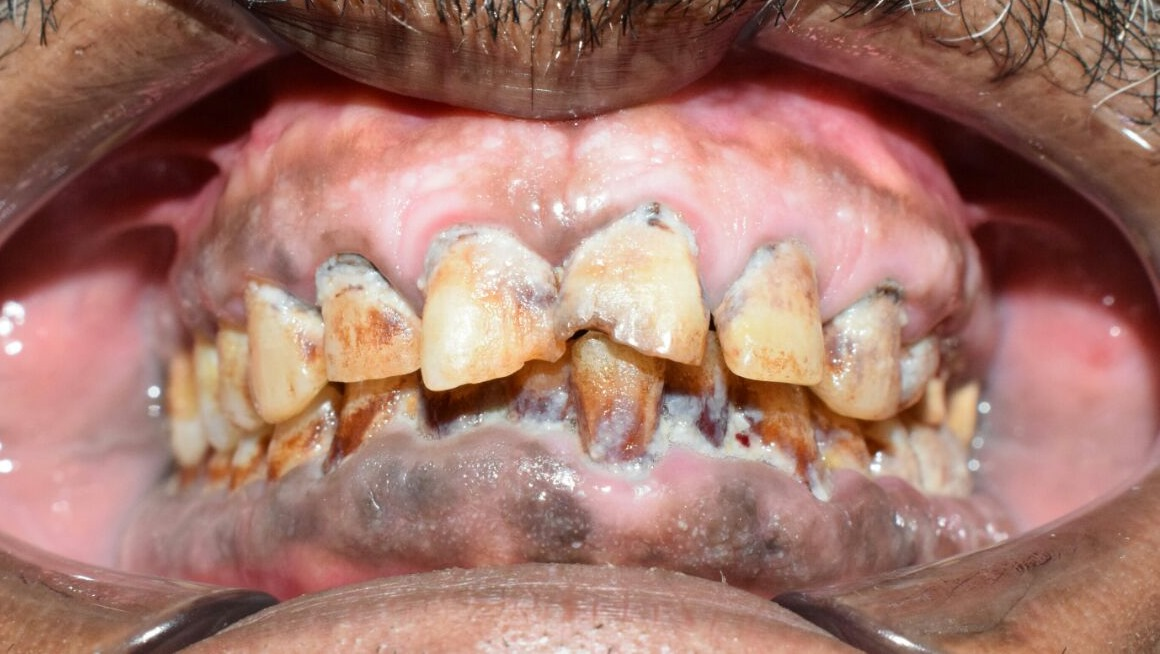
تصبغ اللثة في أحد المرضى نتيجة التدخين المستمر بمعدل علبتين يوميا

ولعل أخطر حالة يمكن أن تنشأ عن طريق الفم هي سرطان الفم. ومع ذلك، يزيد التدخين أيضًا من خطر الإصابة بأمراض فموية أخرى مختلفة، بعضها يقصر كلياً على مستخدمي التبغ. حددت المعاهد الوطنية للصحة، من خلال المعهد الوطني للسرطان، في عام 1998 أن «تدخين السيجار يسبب مجموعة متنوعة من السرطانات بما في ذلك سرطانات تجويف الفم (الشفة واللسان والفم والحلق)، والمريء، والحنجرة، والرئة.» التدخين يشمل مخاطر صحية كبيرة، وخاصة سرطان الفم. ويعزى ما يقرب من نصف التهاب دواعم السن أو التهاب حول حالات الأسنان إلى التدخين الحالي أو السابق. يسبب التبغ الذي لا يدخن حالة من الركود اللثوي والآفات المخاطية البيضاء. ما يصل إلى 90% من مرضى اللثة الذين لا تساعدهم طرق العلاج الشائعة هم من المدخنين. لدى المدخنين قدر كبير من فقدان العظام بشكل أكبر من غير المدخنين، ويمكن أن يمتد هذا الاتجاه إلى مدخني الأنابيب للحصول على المزيد من فقدان العظام أكثر من غير المدخنين.
أثبت التدخين أنه عامل مهم في تلطيخ الأسنان. رائحة الفم الكريهة أو الرائحة الكريهة أمر شائع بين مدخني التبغ. وقد تبين أن فقدان الأسنان من 2 إلى 3 مرات أعلى عند المدخنين مقارنة مع غير المدخنين. بالإضافة إلى ذلك، يمكن أن تشمل المضاعفات أيضا الطلاوة البيضاء، أو لويحات بيضاء ملتصقة أو بقع على الأغشية المخاطية للتجويف الفموي، بما في ذلك اللسان.

### الأمراض المعدية
يرتبط التدخين أيضا بالقدرة على الإصابة بالأمراض المعدية، خاصة في الرئتين (ذات الرئة). يزيد تدخين أكثر من 20 سيجارة في اليوم من خطر الإصابة بنسبة تتراوح بين مرتين وأربع مرات، وقد تم ربط المدخن الحالي بزيادة قدرها أربعة أضعاف في خطر الإصابة بالأمراض الغازية التي تسببها البكتيريا المسببة للأمراض المكورات العقدية الرئوية. ويعتقد أن التدخين يزيد من مخاطر هذه التهابات الرئة والجهاز التنفسي الأخرى سواء من خلال الأضرار الهيكلية ومن خلال التأثيرات على جهاز المناعة. تشمل التأثيرات على الجهاز المناعي زيادة في إنتاج خلايا CD4 + المتعلقة بالنيكوتين، والتي تم ربطها مؤقتًا بزيادة التعرض للإصابة بفيروس نقص المناعة البشرية.
التدخين يزيد من خطر ساركوما كابوزي في الأشخاص الذين لا يعانون من الإصابة بفيروس نقص المناعة البشرية. وجدت إحدى الدراسات ذلك فقط مع السكان الذكور ولم تتمكن من استخلاص أي استنتاجات للمشاركين الإناث في الدراسة.

### الضعف الجنسي
معدل الإصابة بالعجز الجنسي (صعوبة في الحفاظ على انتصاب القضيب والمحافظة عليه) هو أعلى بنسبة 85% تقريبًا لدى المدخنين الذكور مقارنة مع غير المدخنين. التدخين هو السبب الرئيسي في ضعف الانتصاب (الضعف الجنسي). يسبب العجز الجنسي لأنه يعزز تضيق الشرايين ويدمر الخلايا التي تبطن داخل الشرايين مما يؤدي إلى تقليل تدفق الدم في القضيب.

### العقم لدى النساء
التدخين ضار للمبايض، ويحتمل أن يسبب العقم عند النساء، ودرجة الضرر تعتمد على مقدار ومدة الوقت الذي تدخنه المرأة. يتداخل النيكوتين وغيره من المواد الكيميائية الضارة في السجائر مع قدرة الجسم على تكوين هرمون الاستروجين، وهو هرمون ينظم التكوُّن الجريبي والتبويض. أيضا، تدخين السجائر يتدخل في تكوين الجريبات، ونقل الجنين، وقبول بطانة الرحم، وتصلب الأوعية في بطانة الرحم، وتدفق الدم في الرحم، وعضل الرحم. بعض الضرر لا رجعة فيه، ولكن إيقاف التدخين يمكن أن يمنع المزيد من الضرر. من المرجح أن يكون المدخنون أكثر عرضة بنسبة 60% من غير المدخنين. يقلل التدخين من فرص الإخصاب في المختبر (IVF) الذي ينتج ولادة حية بنسبة 34% ويزيد من خطر حدوث الإجهاض IVF بنسبة 30 ٪.

### الآثار النفسية
يبدأ معظم مدخني التبغ خلال فترة المراهقة أو البلوغ المبكر.يعتبر المراهقون التدخين عنصر من عناصر التمرد، والتي غالبًا ما تجذب الشباب. قد يؤدي وجود أقران مدخنين إلى التشجيع على التدخين. ذالك أن المراهقين يتأثرون بأقرانهم أكثر من تأثرهم بالبالغين.
يقول المدخنون في كثير من الأحيان أن السجائر تساعد في تخفيف الشعور بالتوتر. ومع ذلك، فإن مستويات التوتر لدى المدخنين البالغين أعلى قليلاً من مستويات غير المدخنين. أبلغ المدخنون المراهقون عن مستويات متزايدة من التوتر عندما يمارسون أنماطًا منتظمة من التدخين، والإقلاع عن التدخين يؤدي إلى تقليل التوتر. بعيدًا عن اعتبار النيكوتين عامل مساعد في التحكم بالحالة المزاجية، يبدو أن الاعتماد على النيكوتين سيؤدي إلى تفاقم التوتر. يتم تأكيد ذلك في أنماط المزاج اليومية التي يصفها المدخنون، وبالتالي فإن تأثير الاسترخاء الظاهري للتدخين إنما يعكس حالة التوتر والتهيج الذي يتطوران أثناء استنفاد النيكوتين. يحتاج المدخنون المدمنون إلى النيكوتين باستمرار ليظلوا في حالة طبيعية.
في منتصف القرن العشرين، طور علماء النفس مثل هانز آيسنك ملفًا شخصيًا لشخصية المدخن النموذجي في تلك الفترة. كان المدخنون يميلون إلى أن يكونوا اجتماعيين ومندفعين ومخاطرين ويبحثون عن الإثارة. على الرغم من أن العوامل الشخصية والاجتماعية قد تجعل الناس عرضة للتدخين، إلا أن العادة الفعلية هي وظيفة التكييف الفعال. خلال المراحل المبكرة، يوفر التدخين إحساسًا ممتعًا (بسبب تأثيره على نظام الدوبامين ) وبالتالي يعمل كمصدر للتعزيز الإيجابي، لكن بعد أن يدخن الفرد لسنوات عديدة، يصبح بحاجة إلى التدخين ليس للشعور بالنشوة بل لتخفيف أعراض حالة الانقطاع عن التدخين. مثل جميع المواد المسببة للإدمان، يمكن أن يختلف مقدار التعرض المطلوب للوصول إلى حالة الإدمان من شخص لآخر.

#### التأثيرات الفورية
يبلغ المستخدمون عن شعورهم بالاسترخاء والحدة والهدوء واليقظة. قد يعاني هؤلاء الجدد من التدخين من الغثيان والدوار وارتفاع ضغط الدم وتضييق الشرايين وسرعة ضربات القلب. عموما، سوف تختفي الأعراض غير السارة في نهاية المطاف مع مرور الوقت، مع الاستخدام المتكرر، حيث يبني الجسم التسامح مع المواد الكيميائية في السجائر، مثل النيكوتين.

#### الضغط العصبي
يبلغ المدخنون عن مستويات أعلى من الإجهاد اليومي. رصدت العديد من الدراسات مشاعر الإجهاد بمرور الوقت ووجدت انخفاضًا في الضغط بعد الإقلاع.
تفسر التأثيرات المزاجية للامتناع عن التدخين سبب عانى المدخنين من ضغوط يومية أكثر من غير المدخنين ويصبحون أقل إجهادًا عندما يتوقفون عن التدخين. كما يفسر انعكاس الحرمان الكثير من بيانات الإثارة، حيث يكون المدخنون المحرومون أقل يقظةً من المدخنين غير المحرومين أو غير المدخنين.
أظهرت الدراسات الحديثة وجود علاقة إيجابية بين مستويات الضغط النفسي ومستويات الكوتينين اللعابية لدى المدخنين وغير المدخنين، مما يشير إلى أن التعرض المباشر والدخان السلبي قد يؤدي إلى مستويات أعلى من الإجهاد الذهني.

### الآثار الاجتماعية والسلوكية
وجد باحثون طبيون أن التدخين هو مؤشر للطلاق. المدخنين لديهم فرصة أكبر بنسبة 53% من الطلاق من غير المدخنين.

### التأثيرات المعرفية
يمكن استخدام التبغ أيضا خلق الخلل المعرفي. يبدو أن هناك زيادة في خطر الإصابة بمرض الزهايمر، على الرغم من أن «دراسات الحالات والشواهد تنتج نتائج متضاربة بشأن اتجاه الارتباط بين التدخين و AD». تم أكتشاف أن التدخين يساهم في الخرف والتدهور المعرفي، وانخفاض الذاكرة والقدرات المعرفية لدى المراهقين، وانكماش المخ (ضمور الدماغ).
على وجه الخصوص، وجدت بعض الدراسات أن المرضى الذين يعانون من مرض الزهايمر هم أكثر عرضة لعدم التدخين من عامة السكان، والتي تم تفسيرها على أنها توحي بأن التدخين يوفر بعض الحماية ضد مرض الزهايمر. ومع ذلك، فإن الأبحاث في هذا المجال محدودة والنتائج متضاربة. تظهر بعض الدراسات أن التدخين يزيد من خطر الإصابة بمرض الزهايمر. وخلص استعراض حديث للأدبيات العلمية المتاحة إلى أن الانخفاض الظاهر في خطر مرض الزهايمر قد يكون ببساطة لأن المدخنين يميلون إلى الموت قبل بلوغ العمر الذي يحدث فيه الزهايمر عادة. «من المرجح أن تكون الوفيات التفاضلية مشكلة عندما تكون هناك حاجة للتحقيق في آثار التدخين في الفوضى مع معدلات حدوث منخفضة للغاية قبل سن 75 عاما، وهي حالة مرض الزهايمر»، كما ذكرت، مشيرا إلى أن المدخنين هم نصف المحتمل فقط مثل غير المدخنين البقاء على قيد الحياة حتى سن 80.
وقد ادعت بعض التحليلات القديمة أن غير المدخنين يصلون إلى ضعف احتمال إصابة المدخنين بمرض الزهايمر. ومع ذلك، وجد تحليل أكثر حداثة أن معظم الدراسات، التي أظهرت تأثيرًا منعًا، كانت مرتبطة ارتباطًا وثيقًا بصناعة التبغ. وقد خلص الباحثون الذين لا يتمتعون بتأثيرات لوبي التبغ إلى عكس ذلك تماماً: فالمدخنون هم تقريبًا ضعف احتمال إصابة غير المدخنين بمرض الزهايمر.
لدى المدخنين السابقين والحاليين نسبة أقل من مرض باركنسون مقارنة بالأشخاص الذين لم يدخنوا أبدًا، على الرغم من أن المؤلفين ذكروا أنه من المرجح أن اضطرابات الحركة التي هي جزء من مرض باركنسون منعت الناس من القدرة على الدخان من أن التدخين نفسه كان وقائيًا. واعتبرت دراسة أخرى دورًا محتملاً للنيكوتين في الحد من خطر الإصابة بالباركنسون: فالنيكوتين يحفز نظام الدوبامين في الدماغ، الذي يتضرر في مرض باركنسون، في حين أن المركبات الأخرى في دخان التبغ تمنع MAO-B، وهو إنزيم ينتج الجذور المؤكسدة عن طريق تفتيت الدوبامين.
في كثير من النواحي، يعمل النيكوتين على الجهاز العصبي بطريقة مشابهة للكافيين. ذكرت بعض الكتابات أن التدخين يمكن أن يزيد أيضًا من التركيز العقلي. توثق إحدى الدراسات أداءً أفضل بشكلٍ كبير على اختبار المتقدم لـمصفوفات ريفن المتتابعة بعد التدخين.
معظم المدخنين، عندما يحرمون من الوصول إلى النيكوتين، تظهر عليهم أعراض الانسحاب مثل التهيج، والعصبية، وجفاف الفم، ووسرعة ضربات القلب. بداية هذه الأعراض سريعة جداً، نصف عمر النيكوتين هو ساعتان فقط. قد يستمر الاعتماد النفسي لأشهر أو حتى سنوات عديدة. على عكس بعض العقاقير الترويحية، لا يغير النيكوتين بشكل ملموس من المهارات الحركية للمدخن، أو الحكم، أو القدرات اللغوية بينما يكون تحت تأثير الدواء. أظهر سحب التبغ أنه يسبب ضائقة كبيرة سريرياً.
نسبة كبيرة جداً من مرضى الفصام تدخن التبغ كشكل من أشكال العلاج الذاتي. يعتبر ارتفاع معدل تعاطي التبغ من قبل المرضى العقليين عاملاً رئيسياً في انخفاض متوسط العمر المتوقع، وهو ما يقل 25 سنة عن عموم السكان. بعد ملاحظة أن التدخين يحسن حالة الأشخاص المصابين بالفصام، ولا سيما العجز في الذاكرة العاملة، فقد تم اقتراح بقع النيكوتين كوسيلة لعلاج انفصام الشخصية. تشير بعض الدراسات إلى وجود صلة بين التدخين والأمراض العقلية، مشيرة إلى ارتفاع معدل التدخين بين أولئك الذين يعانون من الفصام وإمكانية أن يخفف التدخين بعض أعراض المرض العقلي، ولكن هذه لم تكن موجودة في عام 2015، وجد التحليل التلوي أن المدخنين كانوا أكثر عرضة للإصابة بمرض ذهاني.
وقد ربطت الدراسات الحديثة التدخين باضطرابات القلق، مما يوحي بأن الارتباط (وربما الآلية) قد يكون مرتبطا بالفئة العريضة من اضطرابات القلق، ولا يقتصر على الاكتئاب فقط. محاولة البحث الجارية والجارية لاستكشاف العلاقة بين الإدمان والقلق. تشير بيانات من دراسات متعددة إلى أن اضطرابات القلق والاكتئاب تلعب دورًا في تدخين السجائر. لوحظ وجود تاريخ للتدخين المنتظم بين الأفراد الذين عانوا من اضطراب اكتئابي رئيسي في وقت ما في حياتهم أكثر من الأفراد الذين لم يعانوا من اكتئاب حاد أو بين الأفراد الذين لا يعانون من تشخيص نفسي. كما أن الأشخاص الذين يعانون من الاكتئاب الشديد هم أقل عرضة للإقلاع بسبب زيادة خطر التعرض لحالات اكتئاب خفيفة إلى شديدة، بما في ذلك نوبة اكتئابية كبيرة. يبدو أن المدخنين الذين يعانون من الاكتئاب يعانون من أعراض انسحاب أكثر عند الإقلاع، ومن المرجح أن يكونوا ناجحين في الإقلاع عن التدخين، وأنهم أكثر عرضة للانتكاس.

### الحمل
أظهر عدد من الدراسات أن استخدام التبغ هو عامل مهم في حالات الإجهاض بين المدخنات الحوامل، وأنه يساهم في عدد من التهديدات الأخرى على صحة الجنين. يزيد بشكل طفيف من خطر الإصابة بعيوب الأنبوب العصبي.
تبين أن تدخين الأم أثناء الحمل أو التعرض لدخان السجائر يتسببان في انخفاض أوزان الرضع عند الولادة.

### تفاعلات التدخين مع الأدوية
من المعروف أن التدخين يزيد من مستويات إنزيمات الكبد المسؤولة عن تخليص الجسم من نواتج بعض الأدوية والسموم. هذا يعني أن الأدوية التي يتم التخلص منها بواسطة هذه الإنزيمات سيتم التخلص منها بسرعة أكبر لدى المدخنين، مما قد يؤدي إلى عدم عمل الأدوية أو إلى فقدان كفائتها لكونها تفقد فعاليتها بسرعة. على وجه التحديد، يتم تحفيز مستويات CYP1A2 و CYP2A6. تشمل ركائز 1A2 على الكافيين ومضادات الاكتئاب ثلاثية الحلقات مثل أميتريبتيلين، وتشتمل ركائز 2A6 على حمض الفالبرويك المضاد للاختلاج.

### أضرار أخرى
تُشير الدراسات إلى أن التدخين يُقلل الشهية، لكنها لم تخّلُص إلى أن الأشخاص الذين يعانون من زيادة الوزن يجب أن يدخنوا أو أن صحتهم ستتحسن بالتدخين. يقلل التدخين أيضًا من الوزن عن طريق زيادة تحفيز الجين AZGP1، الذي يحفز تحلل الدهون.
يتسبب التدخين في 10% من الوفيات الناجمة عن الحرائق ، ويتعرض المدخنون لخطر الوفاة المرتبطة بالإصابات بشكل عام، ويرجع ذلك جزئيًا أيضًا إلى زيادة خطر الوفاة في حوادث السير.
يزيد التدخين من خطر الأعراض المصاحبة لمرض كرون (تأثير التدخين يعتمد على الجرعة عند استخدام أكثر من 15 سيجارة في اليوم). هناك بعض الأدلة على انخفاض معدلات الانتباذ البطاني الرحمي لدى النساء المدخنات المصابات بالعقم ، على الرغم من أن دراسات أخرى وجدت أن التدخين يزيد من خطر الإصابة بالعقم عند النساء. هناك القليل من الأدلة أو لا يوجد دليل على وجود تأثير وقائي عند النساء في سن الإنجاب. تشير بعض البيانات الأولية لعام 1996 إلى انخفاض معدل الإصابة بالأورام الليفية الرحمية، ولكن الأدلة بشكل عام غير مقنعة.
تظهر الأبحاث الحالية أن مدخني التبغ الذين يتعرضون لغاز الرادون هم أكثر عرضة للإصابة بسرطان الرئة مقارنة بغير المدخنين. كذلك، فإن خطر الإصابة بسرطان الرئة نتيجة التعرض للأسبستوس يكون ضعفين في المدخنين مقارنة بغير المدخنين.
وجد بحث جديد أن النساء المدخنات معرضات بشكل كبير لخطر الإصابة بتمدد الأوعية الدموية الأبهري البطني، وهي حالة تتوسع فيها المنطقة الضعيفة من الشريان الأورطي البطني أو تنتفخ، وهي الشكل الأكثر شيوعًا لتمدد الأوعية الدموية الأبهري.
يؤدي التدخين إلى زيادة خطر الإصابة بكسور العظام، وخاصة كسور الورك. كما يؤدي إلى إبطاء التئام الجروح بعد الجراحة، وزيادة معدل مضاعفات التئام الجروح بعد الجراحة.
مدخنو التبغ أكثر عرضة بنسبة 30-40% للإصابة بمرض السكري من النوع 2 مقارنة بغير المدخنين، ويزداد الخطر مع عدد السجائر التي يتم تدخينها. علاوة على ذلك، فإن المدخنين المصابين بالسكري لديهم نتائج أسوأ من غير المدخنين.

## فوائد التدخين
على خلفية الآثار السلبية الشديدة للتدخين على الصحة، اقترحت بعض الدراسات القائمة على الملاحظة أن التدخين قد يكون له آثار مفيدة، بما في ذلك في مجال أمراض القلب والأوعية الدموية. وقد أثار COVID-19 أيضًا الاهتمام بهذه الظاهرة. المراجعة المنهجية للتقارير التي أشارت إلى أن المدخنين يستجيبون بشكل أفضل لعلاج السكتة الدماغية لم تقدم أي دعم لمثل هذه الادعاءات.
تم تقديم ادعاءات بفوائد مدهشة للتدخين، بناءً على بيانات المراقبة لمرض باركنسون ، بالإضافة إلى مجموعة متنوعة من الحالات الأخرى، بما في ذلك سرطان الخلايا القاعدية ، سرطان الجلد الخبيث ، داء المرتفعات الحاد ، الفقاع ، الداء البطني، [196] والتهاب القولون التقرحي ، وأمراض أخرى.
يحتوي دخان التبغ على العديد من المواد النشطة بيولوجيًا، بما في ذلك النيكوتين، القادرة على إحداث مجموعة متنوعة من التأثيرات الجهازية.

### مرض باركنسون
في حالة مرض باركنسون، تُشير سلسلة من الدراسات القائمة على الملاحظة إلى انخفاض كبير في المخاطر المحتملة بين المدخنين (وغيرهم من مستهلكي منتجات التبغ ) لاقى ذالك اهتمام علماء الأوبئة. تشمل العوامل غير البيولوجية التي قد تساهم في مثل هذه الملاحظات السببية الأتي : قد تؤدي الأعراض البادرية لمرض باركنسون إلى إقلاع بعض المدخنين قبل التشخيص ، الأشخاص المعرضون لمرض باركنسون يميلون إلى تجنب المخاطر نسبيًا ،دُعمت النظرية التي تفسر التأثير البيولوجي من خلال عدد قليل من الدراسات التي تضمنت مستويات منخفضة من التعرض للنيكوتين دون أي تدخين نشط. الفرضية القائمة على البيانات القائلة بأن تناول جرعات منخفضة جدًا من النيكوتين على المدى الطويل قد يوفر درجة من الحماية العصبية ضد مرض باركنسون تظل مفتوحة كإستراتيجية وقائية محتملة.

### تاريخ المنافع المزعومة
في عام 1888، ظهر مقال في مجلة Scientific American ناقش نشاط التدخين في محاربة بعض الأمراض الجرثومية وفي كونه يوفر مناعة ضد وباء الحمى الصفراء. جرى البحث في فلوريدا في المعهد الصحي بجامعة بيزا حول الحماية التي توفيرها المواد الموجودة في دخان التبغ ضد مسببات الأمراض بما في ذلك الجمرة الخبيثة، عصيات الحديبة، العصوية بروديجيوسوس، المكورات العنقودية الذهبية، وغيرها. يُعتر أول أكسيد الكربون الموجود في دخان التبغ عنصر نشط ذو خصائص مضادة للميكروبات ضد العديد من مسببات الأمراض.
على أسس وبائية، ظهرت ارتباطات غير متوقعة بين التدخين والنتائج الإيجابية في البداية في سياق أمراض القلب والأوعية الدموية، حيث تم وصفها بأنها "مفارقة المدخن". تمت صياغة مصطلح "مفارقة المدخن" في عام 1995 فيما يتعلق بالتقارير التي تفيد بأن المدخنين ظهروا بشكل غير متوقع بنتائج جيدة على المدى القصير بعد متلازمة الشريان التاجي الحادة أو السكتة الدماغية. تم نشر أحد التقارير الأولى لمفارقة واضحة للمدخنين في عام 1968 بناءً على ملاحظة انخفاض معدل الوفيات نسبيًا لدى المدخنين بعد شهر واحد من تعرضهم لاحتشاء عضلة القلب الحاد. في العام نفسه، اقترحت دراسة الحالات والشواهد الأولى دورًا وقائيًا محتملاً في مرض باركنسون.
الادعاءات التاريخية عن الفوائد المحتملة لمرض انفصام الشخصية، حيث كان يُعتقد أن التدخين يخفف الأعراض لكن لا تدعمها الأدلة الحالية.

## أشكال التعرض للتدخين

### التدخين السلبي

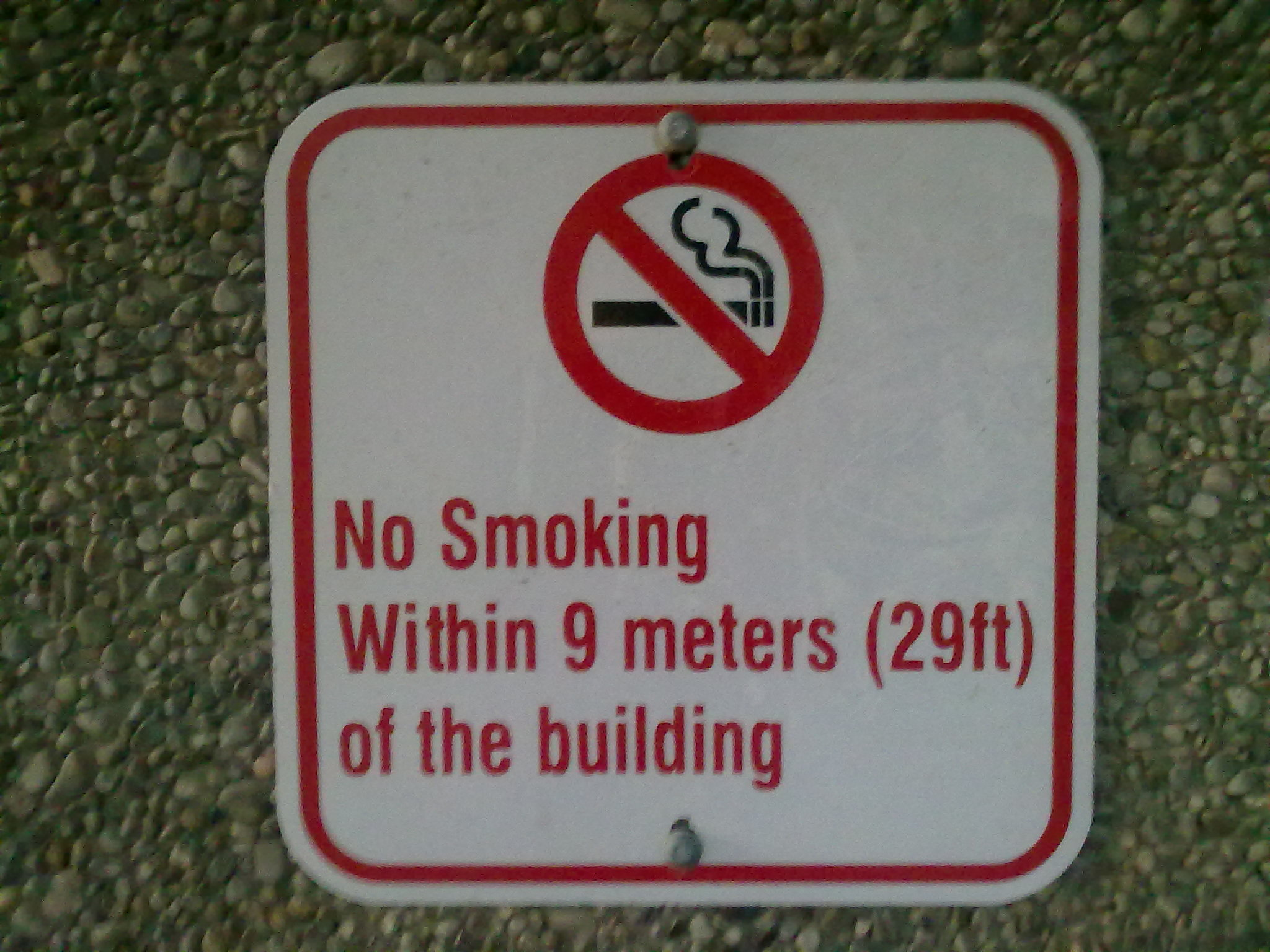
لافتة مكتوب فيها " يُمنع التدخين قرب المبنى بتسعة أمتار"

الدخان غير المباشر هو الدخان الناتج عن حرق السجائر أو الدخان المُنبعث من رئتي مُدخن. يتم استنشاقه بشكل لا إرادي من قبل شخص أخر، ويبقى في الهواء لعدة ساعات بعد إطفاء السجائر، وقد يتسبب بمجموعة واسعة من الآثار الصحية الضارة، بما في ذلك السرطان، والتهابات الجهاز التنفسي، والربو.
أظهرت الدراسات أن التعرض للتدخين غير المباشر يسبب آثارًا صحية ضارة على القلب والأوعية الدموية ويرتبط بفشل القلب الشائع بين غير المُدَخنِين. طِبقًا لمجموعة واسعة من الدراسات الإحصائية يُعتقد أن غير المدخنين الذين يتعرضون للتدخين غير المباشر في المنزل أو العمل، يرتفع لديهم خطر الإصابة بأمراض القلب بنسبة 25-30% وخطر الإصابة بسرطان الرئة بنسبة 20-30٪. تُشير التقديرات أن التدخين غير المباشر يتسبب في 38,000 حالة وفاة سنويًا، منها 3400 حالة وفاة بسبب سرطان الرئة.
وجد أنه لا يوجد مستوى ثابت خالٍ من مخاطر التعرض للتدخين غير المباشر. يُعتقد أن التعرض القصير للتدخين غير المباشر يتسبب في زيادة التصاق الصفائح الدموية، وتلف بطانة الأوعية الدموية، واختلال في سرعة تدفق الدم في الشريان التاجي، وتقليل معدل ضربات القلب، مما قد يؤدي إلى زيادة معدل الوفيات الناجمة عن النوبات القلبية. يُشير بحث جديد إلى أن البحث الخاص الذي أجرته شركة السجائر فيليب موريس في الثمانينيات أظهر أن الدخان غير المباشر كان سامًا، ومع ذلك قامت الشركة بدحض الاكتشاف خلال العقدين التاليين.

### الشَّمة
من المعروف أن الشمة أو يُطلق عليها أحيانًا بالتبغ الفموي التي تُستخدم موضعيًا تحت إحدى الشَّفتين _تُسَبب السرطان وخاصة سرطان الفم والحلق. وفقًا للوكالة الدولية لأبحاث السرطان، "اقترح بعض علماء الصحة أنه يجب استخدام الشمة أو التبغ الفموي كبديل للسجائر في برنامج الإقلاع عن التدخين، وقدموا ادعاءات ضِمنية أو صريحة بأن استخدام الشمة الموضعية سَيُقلّل جزئيًا من تعرض المُدخنين للمواد المسرطنة وخطر الإصابة بالسرطان ألا أن هذه الادعاءات لا تدعمها أدلة مُتاحة " تزيد الشمة والمبصق من خطر الإصابة بلطخات بيضاء في الغشاء المخاطي للفم نتيجة الخلايا البطانية طويل الأمد للشمة، وهي مقدمة لسرطان الفم.

### السّيجار
السيجار عبارة عن لفافة تبغ مُعدة بعناية تُستخدم فيها أوراق التبغ المخمرة والمرطبة وتلف باليد، تعتبر هي الأخرى لا تخلو من المخاطر الصحية. اعتمادًا على الجرعة تكون المخاطر أكبر بالنسبة لأولئك الذين يستنشقون جرعات كبيرة أو يدخنون لفترة طويلة. خطر الوفاة لأي سبب كان هو أكبر بكثير بالنسبة لمُدخني السيجار، مع وجود خطر أعلى لأولئك الذين تقل أعمارهم عن 65 عامًا، ومع خطر الإصابة بأجهزة الاستنشاق التي تصل إلى مستويات مماثلة لمدخني السجائر. إن المخاطر المتزايدة لأولئك الذين يدخنون 1-2 سيجار يوميًا صغيرة جدًا بحيث لا تكون ذات دلالة إحصائية. المخاطر الصحية لثلاثة أرباع مُدخني السّيجار الذين يدخنون أقل في اليوم الواحد غير معروفة، أو يصعب قياسها، على الرغم من وجود ادعاءات بأن الأشخاص الذين يدخنون بشكل أقل ليس لديهم مخاطر متزايدة، إلا أن البيان الأكثر دقة هو أن مخاطرهم تتناسب مع تعرضهم. تتشابه المخاطر الصحية التي يسببها السِّيجار مع تلك التي تسببها السَجائر فيما يتعلق بالإدمان، وصحة اللثة، وفقدان الأسنان، والعديد من أنواع السرطان، بما في ذلك سرطانات الفم والحلق والمريء.  يمكن أن يتسبب تدخين السيجار أيضًا في الإصابة بسرطان الرئة والحنجرة، إلا أن المخاطر تكون أقل مقارنة بمخاطر السجائر. يزيد تدخين السيجار أيضًا من خطر الإصابة بأمراض الرئة والقلب مثل مرض الانسداد الرئوي المزمن (COPD). 

### النارجيلات(الشِّيشَة)

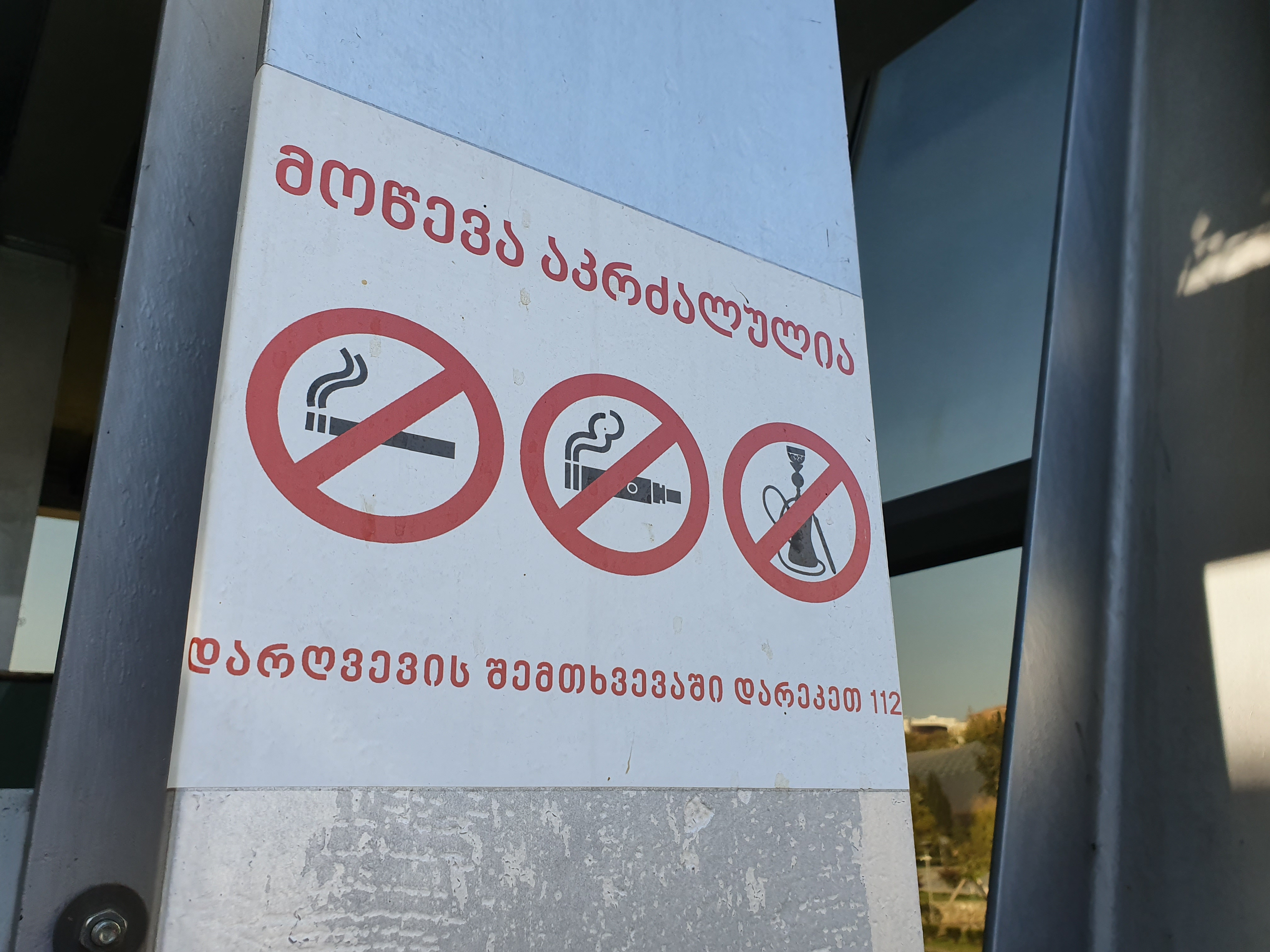
لافتة تحظر استخدام السجائر والشيشة في جورجيا.

هناك اعتقاد شائع بين المستخدمين أن دخان الشيشة أقل خطورة بكثير من دخان السجائر. الرطوبة الناتجة عن الشيشة تجعل الدخان أقل تهيجًا وقد تعطي إحساسًا زائفًا بالأمان وتقلل من المخاوف بشأن الآثار الصحية الحقيقية. صرح الأطباء في بعض المؤسسات بما في ذلك مايو كلينيكل أن استخدام الشيشة يمكن أن يُضّر بصحة الشخص مثل تدخين السجائر، كما أكدت دراسة أجرتها منظمة الصحة العالمية هذه النتائج.
تدوم كل جلسة شيشة عادة أكثر من 40 دقيقة، يستنشق فيها المُدخن بين 50 إلى 200 نفس من الدخان، يتراوح حجم كلٍ منها من 0.15 إلى 0.50 لتر من الدخان. في جلسة تدخين تدوم لمدة ساعة يستهلك المستخدمون حوالي 100 إلى 200 ضعف دخان سيجارة واحدة. وجدت دراسة في مجلة علم أمراض اللثة أن مدخني الشيشة كانوا أكثر عرضة من المدخنين العاديين في الاصابة بأمراض اللثة، حيث أظهروا معدلات أعلى بخمسة أضعاف من غير المدخنين بدلاً من 3.8 أضعاف بالنسبةلمدخنين السجائر. وفقًا لصحيفة يو إس إي تودي فإن الأشخاص الذين يدخنون النرجيلة لديهم خمسة أضعاف خطر الإصابة بسرطان الرئة مقارنة بغير المدخنين. 
نُشرت دراسة عن العلاقة بين تدخين الشيشة والسرطان في باكستان عام 2008. عن طريق البحث عن المستضد السرطاني المضّغي في مدخني الشيشة، الذين يُدخنون الشيشة فقط (بدون سجائر )، والذين يستخدمونها بمعدل 1 و 4 مرات في اليوم وبمتوسط كمية تصل إلى 120 جرامًا من خليط النرجيلة أي ما يعادل وزن التبغ الموجود في 60 سيجارة.
المستضد السرطاني المضغي يوجد في العديد من السرطانات. كانت مستوياته في مدخني الشيشة أقل مقارنِةُ بمدخني السجائر على الرغم من أن الفرق لم يكن ذا دلالة إحصائية. وخلصت الدراسة أيضًا إلى أن تدخين الشيشة بكثرة (2-4 تحضيرات يومية ؛ 3-8 جلسات في اليوم ؛ أكثر من ساعتين إلى 6 ساعات) يرفع مستويات CEA بشكل كبير. كان مدخنو الشيشة أكثر عرضة للإصابة بسرطان الرئة بحوالي 6 مرات من غير المدخنين الأصحاء في كشمير.

### غمس التبغ
يتم أيضًا وضع غمس التبغ، الذي يشار إليه عادةً باسم السعوط، في الفم، ولكنه مسحوق ذو نكهة. يوضع بين الخد واللثة. لا يحتاج غمس التبغ إلى المضغ حتى يتم امتصاص النيكوتين. غالبًا ما يصاب مستخدمو هذه المنتجات لأول مرة بالغثيان والدوار. تشمل الآثار طويلة المدى رائحة الفم الكريهة، واصفرار الأسنان، وزيادة خطر الإصابة بسرطان الفم. 
يُعتقد أن مستخدمي غمس التبغ يواجهون مخاطر أقل للإصابة ببعض أنواع السرطان مقارنة بالمدخنين، لكنهم لا يزالون أكثر عرضة للخطر من الأشخاص الذين لا يستخدمون أي من منتجات التبغ. لديهم أيضًا مخاطر متساوية من مشاكل صحية أخرى مرتبطة مباشرة بالنيكوتين، مثل زيادة معدل التصلب العصيدي. 

## احصائيات
على الرغم من إمكانية استهلاك التبغ عن طريق التدخين أو غيره من الأساليب غير المباشرة مثل المضغ(الشَّمة) ،إلا أن منظمة الصحة العالمية (WHO) تجمع فقط البيانات المتعلقة بالتبغ المُدخن. لذلك تمت دراسة التدخين على نطاق أوسع من أي شكل آخر من أشكال استهلاك التبغ.
في عام 2000، بلغ عدد الأشخاص المدخنين حول العالم حوالي 1.22 مليار شخص، ومن المتوقع أن يرتفع العدد إلى 1.45 مليار شخص بحلول عام 2010 وإلى 1.9 مليار شخص بحلول عام 2025. انخفض معدل التدخين بنسبة 2% سنويًا منذ عام 2000. على الرغم من الانخفاض بنسبة 0.4 في المائة من عام 2009 إلى عام 2010، لا تزال الولايات المتحدة تبلغ عن معدل استخدام يبلغ 17.9 في المائة.
اعتبارًا من عام 2002، كان حوالي عشرين بالمائة من المراهقين الذي تتراوح أعمارهم بين (13-15) سنة يُدخنون في جميع أنحاء العالم، مع 80.000 إلى 100.000 طفل يتعاطون التدخين يوميًا، نصفهم تقريبًا يعيشون في آسيا. من المتوقع أن يستمر نصف أولئك الذين بدأوا التدخين في سنوات المراهقة في التدخين لمدة 15 إلى 20 عامًا.
من المُرجح أن يستخدم المراهقون السجائر الإلكترونية أكثر من السجائر. حوالي 31% من المراهقين الذين يستخدمون الـ e-cigs بدأوا بالتدخين في غضون ستة أشهر، مقارنة بـ 8% من غير المدخنين. لم تبين الشركات المصنعة عما هو موجود في e-cigs، ومعظم المراهقين يقولون أن e-cigs يحتوي على نكهات فقط، أو أنهم لا يعرفون ما تحتويه.
تذكر منظمة الصحة العالمية أن "الكثير من عبء المرض والوفيات المبكرة التي تُعزى إلى استخدام التبغ تؤثر بشكل غير كبير على الفقراء". من بين 1.22 مليار مدخن، يعيش مليار في الدول النامية أو التي تمر بمرحلة انتقالية. استقرت معدلات التدخين أو انخفضت في الدول المتقدمة. ومع ذلك، ارتفع استهلاك التبغ في العالم النامي بنسبة 3.4% سنويًا اعتبارًا من عام 2002.
توقعت منظمة الصحة العالمية عام 2004 حدوث 58.8 مليون حالة وفاة على مستوى العالم، منها 5.4 مليون بسبب التبغ، و 4.9 مليون في عام 2007. اعتبارا من عام 2002، كانت الوفيات معضمها في البلدان النامية إذا بلغت 70 ٪.
يُعزى انتشار التدخين بنن الفئات الأصغر سِناً، خاصة في العالم النامي إلى عدة عوامل. تنفق صناعة التبغ ما يصل إلى 12.5 مليار دولار سنويًا على الإعلانات، والتي يتم توجيهها أكثر نحو المراهقين في العالم النامي لأنهم الجمهور الأضعيف الذي تستهدفه الحملات التسويق للتبغ. يواجه المراهقون صعوبة أكبر في فهم المخاطر الصحية طويلة المدى المرتبطة بالتدخين، كما أنهم يتأثرون بسهولة "بصور الرومانسية والنجاح والتطور والشعبية والمغامرة التي تشير الإعلانات إلى إمكانية تحقيقها من خلال استهلاك السجائر". هذا التحول في التسويق نحو المراهقين وحتى الأطفال في صناعة التبغ يضعف جُهود المنظمات والبلدان الرامية نحو الحد من انتشار التدخين بين الأطفال في العالم النامي. على الرغم من أن التدخين يعتبر خطرًا صحيًا، فإن تسويق التبغ تجاه المراهقين القابلين للتأثر في العالم النامي يجعله أقل أهمية.
مُرِّرَتِ العديد من اللوائح الحكومية لحماية المواطنين من الأذى الناجم عن دخان التبغ البيئي. يحظر قانون الأطفال لعام 2001 التدخين داخل أي منشأة تقدم الرعاية الصحية أو الخدمات المكتبة أو التعليم الابتدائي والثانوي للأطفال في الولايات المتحدة. في 23 مايو 2011، فرضت مدينة نيويورك حظرًا للتدخين على جميع المنتزهات والشواطئ ومراكز المشاة في محاولة للقضاء على التهديدات التي يتعرض لها المدنيون بسبب دخان التبغ البيئي.